# Steketee's
Steketee's is een voormalige warenhuisketen uit Grand Rapids, Michigan, Verenigde Staten. Het begon in 1862 in Grand Rapids en breidde zich al snel uit naar meerdere winkels in het zuidwesten van Michigan. 
Na de overname door Dunlaps uit Fort Worth, Texas, begin jaren negentig, werden er gaandeweg steeds meer vestigingen van Steketee's gesloten. De laatste winkels gingen uiteindelijk in 2003 dicht.

## Geschiedenis
Paul Steketee, een Nederlandse immigrant, kwam in 1850 naar Grand Rapids. In 1862 richtten Steketee en John H. Doornich een textielbedrijf op dat een van de oudste detailhandelaren van West-Michigan zou worden. De twee runden de winkel 10 jaar lang, totdat een brand de zaak verwoestte. Na de brand verkocht Doornich zijn bedrijf aan Steketee, die zijn familie aantrok om te helpen bij de bedrijfsvoering en de wederopbouw. Toen Grand Rapids groeide, besloot de familie een grotere vlaggenschipwinkel van 8 verdiepingen te bouwen aan Monroe Avenue, het winkelgebied van de stad. De winkel werd in 1915 met veel bombarie geopend. De aantrekkingskracht van Steketee's winkel in Grand Rapids was zo groot dat de familie in de jaren 1950 besloot haar activiteiten uit te breiden en in 1958 haar eerste filiaal te openen.
In 1991 kocht Dunlaps, een warenhuisbedrijf in Fort Worth, Texas, de familie Steketee uit en bracht de activiteiten in West Michigan onder hun merknaam. Nadat de winkels waren overgenomen door het Texaanse bedrijf, kreeg men te maken met veranderingen in de detailhandel en de opkomst van nationale warenhuisketens. De Steketee-winkel in Maple Hill Mall in Kalamazoo sloot in 2003. De winkel in het stadscentrum sloot in 1998. Dunlap's sloot zijn laatste Steketee's-winkel in 2003 met de sluiting van de vestiging in Westshore Mall.